# Der Teufel tanzt um Mitternacht
Der Teufel tanzt um Mitternacht ist ein britischer Horrorfilm von 1966 aus der Hammer Films-Produktion mit Joan Fontaine in ihrer letzten Spielfilmrolle. Regie führte Cyril Frankel, die Romanvorlage verfasste Norah Lofts unter dem männlichen Pseudonym Peter Curtis.

## Handlung
Die ältliche Engländerin Gwen Mayfield arbeitet als Lehrerin in einer Missionsschule im Herzen Afrikas. Dort gerät sie in einen von Schamanen getragenen Aufstand und erleidet infolge dieser Ereignisse einen Schock. Wieder zurück in England, will Gwen dort weiterhin unterrichten und bewirbt sich aus diesem Grunde bei einem Mann, der sich als Reverend Bax vorstellt. Sie bekommt die Anstellung und wird erste Lehrerin an einer kleinen Privatschule, die der Reverend und seine Schwester Stephanie, eine bekannte Journalistin, für die Kinder der Ortschaft Heddaby aufgebaut haben. Bald muss Gwen Ungereimtheiten feststellen. Es gibt zwar die Schule, doch es existiert im Ort weder ein Reverend Bax noch eine dazugehörige Kirche. Der sich als Reverend ausgebende Alan Bax zeigt Gwen die alte Kirche, die jedoch nur noch als Ruine besteht. Er habe einst eine Kirchenkarriere angestrebt, so der falsche Reverend, doch er sei mit seiner Absicht gescheitert. Als die Lehrerin mehr über das Schicksal der Kirchenruine erfahren will, verfällt Alan Bax in unerklärliches Schweigen.
Zu Gwen Mayfields Schülern zählen der Gärtnersohn Ronnie Dowsett und die hübsche, aber ein wenig anämisch wirkende Linda Rigg. Beide verbringen viel Zeit miteinander. Als sich zwischen den beiden eine Romanze zu entspinnen scheint, trifft dies im Dorf erstaunlicherweise auf massiven Widerstand, und besonders Lindas Großmutter möchte die beiden jungen Leute um jeden Preis auseinanderbringen. Miss Mayfield kann sich keinen Reim darauf machen, doch als bestimmte merkwürdige Ereignisse stattfinden, beginnt sich auch Gwen für die Hintergründe zu interessieren. Eines Morgens scheint Ronnie ins Koma gefallen zu sein, und Gwen Mayfield begleitet ihn auf den Weg ins Krankenhaus. Als sie wenig später eine männliche Puppe findet, die Ronnie Linda als eine Art Abbild von sich überreicht hat (wie auch sie ihm eine weibliche Puppe von sich geschenkt hatte) ist Gwen überrascht. Die Puppe wurde mit einer Gabel aufgespießt, steckt voller Nadeln … und ihr Kopf fehlt! Sollte es sich  hierbei etwa um Teufelshandwerk oder eine Art Voodoo handeln?
Als die Lehrerin daraufhin Stephanie Bax anspricht, kommt diese zu spät, als Gwen der geschundenen Puppe die Nadeln aus dem Körper zieht. Dies, so die erfahrene Journalistin, würde bedeuten, dass sie damit eingestehe, an diesen Hokuspokus selbst zu glauben. Gwen und Stephanie verabreden, demnächst gemeinsam einen Zeitungsartikel über Zauberei im jetzigen England zu verfassen. Am darauf folgenden Tag ist Ronnie wieder wohlauf, und er wird von seiner Mutter, die tags zuvor noch eine heftige Auseinandersetzung mit Gwen hatte, zu ihrer Familie nach Wales gebracht. Offensichtlich ist auch dies die Folge der sich entspinnenden Liebelei zwischen den beiden jungen Leuten, denn Gwen berichtet Mr. Dowsett, dass vergangenen Abend seine Frau Mrs. Rigg besucht habe, um offensichtlich eine Art Abmachung, die beiden jungen Leute betreffend, zu schließen. Als Dowsett mit diesem Wissen das Gespräch mit Mrs. Rigg sucht, wird sein Leichnam am nächsten Tag am Strand aufgefunden. Gwen geht an den Strand, um nach Spuren zu suchen und trifft dort Stephanie Bax an, die mit ihren Hunden Gassi geht. Stephanie sinniert, ob es sich bei den am Strand zu sehenden Fußspuren möglicherweise nicht um die nächtlichen Hinterlassenschaft eines Hexensabbat handeln könnte. Dowsett, so Stephanie, könnte ihnen in die Quere gekommen sein.
Bald spitzen sich die Dinge zu. Gwen, die am Strand von einer Horde Schafe umgerannt worden war, erhält vom Dorfarzt Dr. Wallis vorsichtshalber eine Tetanusspritze verabreicht. Sie glaubt, zu halluzinieren, als sie in der darauf folgenden Nacht aufwacht und sich Dinge wiederholen, die sich in Afrika während ihres Schocks ereignet hatten. Auch hier taucht plötzlich ein Schamane in Ganzkörpermaskierung auf. Daraufhin erleidet die Lehrerin erneut einen Nervenzusammenbruch. Mehrere Wochen später erwacht Mrs. Mayfield in einem kleinen Privatsanatorium, kann sich aber an rein gar nichts mehr erinnern, ja, sie glaubt sogar, sie befände sich noch immer in Afrika. Dr. Wallis erklärt ihr, dass sich ihre Freunde aus Heddaby großzügig um sie gekümmert hätten. Man sieht Alan Bax sich draußen mit Dr. Wallis unterhalten, die sie aber beide nicht von früher zu kennen glaubt. Als ein kleines Mädchen mit einer Puppe die Klinik betritt, kommt allmählich Gwens Erinnerung zurück. Die Lehrerin ist der festen Überzeugung, dass Linda, die noch immer in Heddaby ist, in großer Gefahr steckt und möglicherweise von Hexenanbetern als Teil einer geplanten Menschenopferung vorgesehen ist. Sofort verlässt Gwen das Krankenhaus und macht sich auf, nach Heddaby zurückzukehren.
Dort wird sie von der Frau des ortsansässigen Fleischers, Mrs. Curd angesprochen, die sagt „Sie haben das Mädchen!“. Damit sind Gwens schlimmste Befürchtungen wahr geworden. Die Baxes empfangen Gwen Mayfield mit offenen Armen und geben vor, sich sehr darüber zu freuen, wie gut es ihr doch offenbar gehe. Als sich Gwen kurz darauf zu Mrs. Rigg begibt und nach Lindas Befinden zu fragen, wird ihr mitgeteilt, dass diese zu Verwandten nach Great Yarmouth abgereist sei. Von ihrem Zimmer im Bax-Haus beobachtet Gwen, wie eine Reihe von Leuten draußen entlanghuschen und sich auf den Weg zur Kirchenruine begeben. Sie folgt ihnen und sieht dort eine Sackpuppe, an die ein Bild von Linda geheftet wurde. Diese Puppe tanzt inmitten eines Hexenzirkels. Als Gwen herausspringt und den Sack herunterreißt, befindet sich darunter lediglich Mrs. Riggs Katze. Bald muss Gwen feststellen, dass auch Alan und Stephanie in führenden Positionen diesem Hexenzirkel angehören. Stephanie hatte Gwens Erscheinen miteinkalkuliert, weil auch diese (aus Afrika) Erfahrungen mit Zauberkulten mitbringt und sie sich gut in diesem Hexenzirkel machen würde. Gwen wird in einem Initiationsritus eingeführt. Hexenmeisterin Stephanie erklärt ihr auf dem Nachhauseweg alles, nämlich dass sie Hexerei als Wissenschaft studiert habe und diese auch mit aller Macht anzuwenden gedenke. 
Um zu höheren Weihen zu gelangen, müsse man gemäß einer uralten Niederschrift eines Klosterbruders eine Jungfrau opfern. Deshalb habe man Ronnie aus dem Verkehr gezogen, auf dass er Linda nicht entjungfert und das Mädchen für den Ritus absolute Reinheit mitbringe. Linda ist für diesen Part ideal, denn das Mädchen dürfe nicht älter als 15 Jahre alt sein, und Linda ist gerade erst 14. In der folgenden Nacht solle dieser Ritus mit einem Ritualdolch aus dem antiken Mexiko vollzogen werden. Gwen setzt alles in Bewegung, um Linda, die in der Kirchenruine versteckt wurde, zu retten. Von Gwen angesprochen, reagiert sie jedoch nicht: Linda ist bereits in Trance versetzt worden. In einem letzten Akt der Verzweiflung ritzt sich Gwen den Arm und verschmiert ihr Blut auf Stephanies Hexenmeister-Gewand. „Blut!“ schreit sie, „Im Augenblick der Opferung soll kein Blut vergossen werden!“ Bestürzt über ihre Befleckung, reißt Stephanie die Robe von sich und stirbt gleich darauf. Daraufhin erwachen alle anderen Teilnehmer des Hexenzirkels aus ihrer Trance. Einige Wochen später: das neue Schuljahr hat angefangen, und die Erinnerungen an die finsteren Begebenheiten von einst sind wie fortgewischt. Im Gegenteil: überall hat sich eine neue Fröhlichkeit breitgemacht.

## Produktionsnotizen
Der Teufel tanzt um Mitternacht wurde am 21. November 1966 in London uraufgeführt. Die deutsche Erstaufführung fand am 27. Mai 1995 als Fernsehpremiere im ZDF statt.
Die Filmbauten kreierte Bernard Robinson.

## Kritiken
„Ein atmosphärisch dichter Gruselfilm, gut besetzt und in stimmigen Farben fotografiert. Joan Fontaine ist in ihrer letzten Filmrolle zu sehen.“

Der Movie & Video Guide nannte den Film kurz einen „guten Hammer-Schocker“.
Halliwell‘s Film Guide empfand den Film als „geschmacklosen Horror mit vorhersehbarer Entwicklung und lachhaftem Höhepunkt“.